# Zeltnera arizonica
Zeltnera arizonica là một loài thực vật có hoa trong họ Long đởm. Loài này được (A. Gray) G. Mans. mô tả khoa học đầu tiên năm 2004.